# Bitoma quadriguttata
Bitoma quadriguttata är en skalbaggsart som först beskrevs av Thomas Say 1826.  Bitoma quadriguttata ingår i släktet Bitoma och familjen barkbaggar. Inga underarter finns listade i Catalogue of Life.